# Oststeiermark (Planungsregion)
Koordinaten: 47° 17′ N, 15° 47′ O

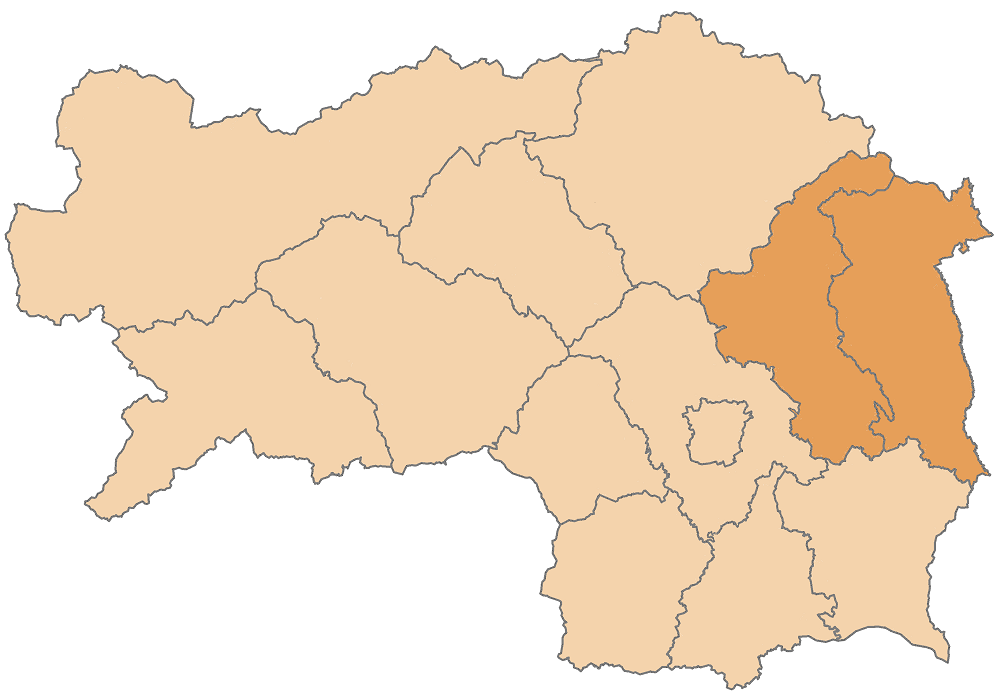
Oststeiermark (in engerem Sinne):
Bezirke Hartberg-Fürstenfeld und Weiz

Die sieben Planungsregionen der Steiermark: Oststeiermark (5)

Die Oststeiermark ist eine Planungsregion gemäß dem steiermärkischen Landesentwicklungsprogramm 2009 und umfasst die politischen Bezirke:
- Hartberg-Fürstenfeld
- Weiz

Die beiden Bezirke liegen östlich der mittleren Mur gegen die burgenländische Grenze hin im Bereich der historischen Ostmittelsteiermark, aus der sich die Bezeichnung Oststeiermark auch ableitet. Statistisch fällt die Planungsregion in die weiter gesehene NUTS-Region Oststeiermark AT225, die auch die Planungsregion Südoststeiermark umfasst.
Landschaftlich umfasst die Region:
- den Nordostteil des Oststeirischen Hügellands (Riedelland), charakteristisch nach Südost streifend gegliedert durch die Flussgebiete Raab mit Pinka, Feistritz, und der Lafnitz mit Safen, an der Grenze zum Burgenland. Die Grenze nach Süden bildet unspezifisch die Wasserscheide der primär südwärts streifenden südoststeirischen Bäche zur Mur.
- die Südostabdachung des Nordflügels der Ostalpen, also Teile des Randgebirge östlich der Mur, im Besonderen das östliche Grazer Bergland und das südliche Joglland mit Kulmmassiv, sowie die Südflanke der Fischbacher Alpen.

## Nachbarregionen
|                         | Obersteiermark Ost                          | Bucklige Welt (Niederösterreich) |
| Steirischer Zentralraum | Kompassrose, die auf Nachbargemeinden zeigt | Südburgenland (Burgenland)       |
|                         | Südoststeiermark                            |                                  |

Die Region hat 2.322 km² Katasterfläche, davon circa 1.215 km² Dauersiedlungsraum, und 183,733 Einwohner (Stand: 1. Jänner 2025).
53 % der Gesamtfläche sind Dauersiedlungsraum (nach der Südoststeiermark der zweithöchste Wert aller steirischen Regionen), die Bevölkerungsdichte liegt mit 77 EW/km² über dem steirischen Durchschnitt (74, Österreich 100). Die Bevölkerungsdichte im Dauersiedlungsraum beträgt 146 EW/km² (Steiermark 233, Österreich 259).
Regionale Zentren sind die Städte Weiz (12.116 EW), Hartberg (6.725 EW), Fürstenfeld (10.391 EW) und Gleisdorf (11.533 EW).
Birkfeld (4.941 EW, alle Stand 1. Jänner 2025) ist regionales Nebenzentrum eingestuft.
Als teilregionale Versorgungszentren haben Anger, Bad Waltersdorf, Friedberg, Grafendorf bei Hartberg, Ilz, Kaindorf, Markt Hartmannsdorf, Neudau, Passail, Pinggau, Pischelsdorf am Kulm, Pöllau, Ratten, Rohrbach an der Lafnitz, Sankt Margarethen an der Raab, Sankt Ruprecht an der Raab, Sinabelkirchen, Stubenberg, Vorau und Wenigzell Bedeutung.